# Udinese Calcio 2000-2001
Questa voce raccoglie le informazioni riguardanti l'Udinese Calcio nelle competizioni ufficiali della stagione 2000-2001.

## Stagione

Il neoacquisto Giampiero Pinzi, destinato a divenire una bandiera bianconera nel quindicennio a venire.

Nella stagione 2000-2001 vince il terzo scudetto la Roma di Fabio Capello e anche l'Udinese ha avuto una partenza brillante in campionato, ritrovandosi addirittura al comando da sola dopo cinque giornate, con 13 punti in classifica, ma ben presto però, i friulani sono rientrati nei ranghi, sempre più lontani dalle zone nobili.
A metà marzo, dopo la sconfitta interna (1-3) con il Parma l'allenatore Luigi De Canio è stato esonerato, al suo posto è giunto a Udine Luciano Spalletti, con lui i bianconeri non hanno cambiato il passo, limitandosi a raggiungere una risicata salvezza, giunta alla penultima giornata, grazie al successo ottenuto a Bergamo (0-1). Il piazzamento finale è stato il dodicesimo posto con 38 punti, un punto sopra il Lecce, il Verona e la Reggina, che scende in Serie B dopo aver perso lo spareggio con il Verona, i calabresi sono retrocessi con Bari, Napoli e Vicenza.
In estate a Udine si è deciso di puntare a vincere la Coppa Intertoto UEFA, per rientrare nel tabellone principale della Coppa UEFA: ciò detto e fatto, si è vinto la Coppa superando prima i danesi dell'Alborg, poi l'Austria Vienna, e nella finale i cechi del Sigma Olomouc. Poi grazie a questo successo, l'avventura continentale è continuata nella competizione maggiore, dove nel primo turno viene eliminato il Polonia Varsavia, mentre nel secondo turno l'Udinese esce per mano del PAOK Salonicco.
Nella Coppa Italia i friulani entrano in scena negli ottavi eliminando il Piacenza, nei quarti viene superata la Lazio, in semifinale arriva l'alt per mano del Parma. Gran protagonista della stagione friulana l'argentino Roberto Carlos Sosa autore di 21 reti, nella sua terza stagione a Udine, mentre Massimo Margiotta ne segna 13 di reti.

## Rosa
| N. |                      | Ruolo | Calciatore            |
| -- | -------------------- | ----- | --------------------- |
| 1  | Italia (bandiera)    | P     | Luigi Turci           |
| 22 | Italia (bandiera)    | P     | Morgan De Sanctis     |
| 12 | Francia (bandiera)   | P     | Anthony Basso         |
| 67 | Italia (bandiera)    | P     | Adriano Bonaiuti      |
| 12 | Belgio (bandiera)    | P     | Olivier Renard        |
| 4  | Italia (bandiera)    | D     | Valerio Bertotto      |
| 6  | Ghana (bandiera)     | D     | Mohammed Gargo        |
| 2  | Belgio (bandiera)    | D     | Régis Genaux          |
| 27 | Italia (bandiera)    | D     | Thomas Manfredini     |
| 3  | Italia (bandiera)    | D     | Vittorio Micolucci    |
| 5  | Italia (bandiera)    | D     | Andrea Sottil         |
| 20 | Italia (bandiera)    | D     | Marco Zamboni         |
| 34 | Italia (bandiera)    | D     | Cristiano Del Grosso  |
| 21 | Brasile (bandiera)   | C     | Alberto               |
| 23 | Danimarca (bandiera) | C     | Morten Bisgaard       |
| 30 | Argentina (bandiera) | C     | Cristian Díaz         |
| 10 | Italia (bandiera)    | C     | Stefano Fiore         |
| 66 | Danimarca (bandiera) | C     | Allan Gaarde          |
| 16 | Italia (bandiera)    | C     | Giuliano Giannichedda |
| 13 | Spagna (bandiera)    | C     | Luis Helguera         |

| N. |                                 | Ruolo | Calciatore            |
| -- | ------------------------------- | ----- | --------------------- |
| 19 | Danimarca (bandiera)            | C     | Martin Jørgensen      |
| 26 | Italia (bandiera)               | C     | Simone Mazzei         |
| 32 | Italia (bandiera)               | C     | Raffaele Merzek       |
|    | Brasile (bandiera)              | C     | Fábio César Montezine |
| 35 | Italia (bandiera)               | C     | Renzo Nonis           |
| 14 | Italia (bandiera)               | C     | Giampiero Pinzi       |
| 8  | Paesi Bassi (bandiera)          | C     | Henry van der Vegt    |
| 7  | Belgio (bandiera)               | C     | Johan Walem           |
| 25 | Uruguay (bandiera)              | C     | Mauricio Pineda       |
| 33 | Paraguay (bandiera)             | A     | Alejandro Da Silva    |
| 28 | Cile (bandiera)                 | A     | Julio Gutiérrez       |
| 15 | Italia (bandiera)               | A     | Vincenzo Iaquinta     |
| 29 | Venezuela (bandiera)            | A     | Massimo Margiotta     |
| 11 | Italia (bandiera)               | A     | Roberto Muzzi         |
| 31 | Bosnia ed Erzegovina (bandiera) | A     | Zlatan Muslimović     |
| 9  | Argentina (bandiera)            | A     | Roberto Sosa          |
| 28 | Brasile (bandiera)              | A     | Warley                |
| 17 | Italia (bandiera)               | C     | Maurizio Bedin        |
| 18 | Italia (bandiera)               | A     | Mauro Esposito        |

## Risultati

### Serie A

#### Girone di andata
| Arbitro: | Saccani (Mantova) |

|                                          |           |                      |
| Sosa 2’ Iaquinta 59’ Gargo 82’ Muzzi 84’ | Marcatori | 65’ Bisoli 81’ Diana |

| Arbitro: | Borriello (Mantova) |

|               |           |           |
| Gilardino 50’ | Marcatori | 63’ Muzzi |

| Arbitro: | Racalbuto (Gallarate) |

|                                           |           |  |
| Fiore 28’ (rig.) Muzzi 63’ Iaquinta 90+3’ | Marcatori |  |

| Arbitro: | Bolognino (Milano) |

|                      |           |               |
| Del Piero 78’ (rig.) | Marcatori | 23’, 67’ Sosa |

| Arbitro: | Treossi (Forlì) |

|                        |           |  |
| Sosa 65’ Margiotta 70’ | Marcatori |  |

| Arbitro: | Borriello (Mantova) |

|                         |           |  |
| Lamouchi 84’ Micoud 90’ | Marcatori |  |

| Arbitro: | Bertini (Arezzo) |

|                                |           |  |
| Sosa 36’, 51’ Fiore 43’ (rig.) | Marcatori |  |

| Arbitro: | Tombolini (Ancona) |

|                  |           |            |
| Masinga 65’, 76’ | Marcatori | 90+2’ Sosa |

| Arbitro: | Trentalange (Torino) |

|  |           |                |
|  | Marcatori | 52’ Shevchenko |

| Arbitro: | Nucini (Bergamo) |

|                         |           |           |
| Batistuta 21’ Totti 34’ | Marcatori | 45’ Muzzi |

| Arbitro: | Tombolini (Ancona) |

|              |           |                                            |
| Jørgensen 9’ | Marcatori | 39’ Chiesa 65’ (aut.) Sottil 68’ Rui Costa |

| Arbitro: | Pellegrino (Barcellona Pozzo di Gotto) |

|                             |           |             |
| Jørgensen 4’, 31’ Fiore 80’ | Marcatori | 75’ Signori |

| Arbitro: | Saccani (Mantova) |

|                                                     |           |            |
| Saudati 11’ Materazzi 38’ (rig.) Gio. Tedesco 90+3’ | Marcatori | 35’ Sottil |

| Arbitro: | Treossi (Forlì) |

|                                  |           |                                                    |
| Fiore 48’ Margiotta 65’ Sosa 85’ | Marcatori | 3’ (aut.) Zamboni 36’ (rig.), 53’ Crespo 47’ Salas |

| Arbitro: | N. Ayroldi (Molfetta) |

|  |           |          |
|  | Marcatori | 68’ Sosa |

| Arbitro: | Pellegrino (Barcellona Pozzo di Gotto) |

|                      |           |                                |
| Sottil 35’ Gargo 76’ | Marcatori | 2’, 21’ Ventola 4’, 43’ Morfeo |

| Arbitro: | Braschi (Prato) |

|                 |           |                             |
| Toni 41’ (rig.) | Marcatori | 13’ Jørgensen 90’ Margiotta |

#### Girone di ritorno
| Arbitro: | Cassarà (Palermo) |

|                             |           |               |
| Hubner 53’ (rig.), 68’, 79’ | Marcatori | 84’ Margiotta |

| Arbitro: | Saccani (Mantova) |

|                    |           |                 |
| Fiore 40’ Diaz 54’ | Marcatori | 78’ (rig.) Oddo |

| Arbitro: | Nucini (Bergamo) |

|                        |           |          |
| Blanc 18’ Ferrante 90’ | Marcatori | 16’ Sosa |

| Arbitro: | De Santis (Tivoli) |

|  |           |                              |
|  | Marcatori | 38’ Zambrotta 60’ F. Inzaghi |

| Arbitro: | Ayroldi (Molfetta) |

|                               |           |          |
| Ingesson 44’ C. Lucarelli 81’ | Marcatori | 39’ Sosa |

| Arbitro: | Paparesta (Bari) |

|                  |           |                                          |
| Fiore 57’ (rig.) | Marcatori | 14’ Di Vaio 60’ (rig.), 90+1’ M. Amoroso |

| Arbitro: | Messina (Bergamo) |

|           |           |             |
| Taibi 87’ | Marcatori | 76’ Alberto |

| Arbitro: | De Santis (Tivoli) |

|                      |           |  |
| Fiore 1’ Muzzi 90+3’ | Marcatori |  |

| Arbitro: | Tombolini (Ancona) |

|                                        |           |  |
| Kaladze 9’ Serginho 32’ Shevchenko 72’ | Marcatori |  |

| Arbitro: | Farina (Novi Ligure) |

|          |           |                                       |
| Sosa 77’ | Marcatori | 38’ Montella 45+1’ Tommasi 67’ Nakata |

| Arbitro: | Racalbuto (Gallarate) |

|                 |           |           |
| Chiesa 52’, 55’ | Marcatori | 12’ Muzzi |

| Arbitro: | Rosetti (Torino) |

|           |           |             |
| Olive 25’ | Marcatori | 38’ Alberto |

| Arbitro: | Paparesta (Bari) |

|                                       |           |                                     |
| Sosa 55’ Muzzi 57’ Fiore 90+5’ (rig.) | Marcatori | 21’ (rig.) Materazzi 26’, 45+2’ Ahn |

| Arbitro: | Castellani (Verona) |

|                              |           |                  |
| Crespo 3’, 16’ Castroman 84’ | Marcatori | 73’ (rig.) Fiore |

| Udine 27 maggio 2001 32ª giornata | Udinese            | 0 – 0 referto | Napoli | Stadio Friuli\| Arbitro: \| Tombolini (Ancona) \| |
| Arbitro:                          | Tombolini (Ancona) |               |        |                                                   |

| Arbitro: | Tombolini (Ancona) |

|  |           |           |
|  | Marcatori | 31’ Muzzi |

| Arbitro: | Tombolini (Ancona) |

|               |           |                                 |
| Sosa 31’, 38’ | Marcatori | 2’, 12’ (rig.) Kallon 20’ Zauli |

### Coppa Italia
| Arbitro: | Trentalange (Torino) |

|             |           |                 |
| Piovani 63’ | Marcatori | 55’ M. Esposito |

| Arbitro: | Tombolini (Ancona) |

|                        |           |             |
| Walem 10’ Bertotto 88’ | Marcatori | 24’ Zerbini |

| Arbitro: | Racalbuto (Gallarate) |

|                          |           |               |
| Stankovic 86’ Nedved 87’ | Marcatori | 48’ Margiotta |

| Arbitro: | Farina (Novi Ligure) |

|                                       |           |                       |
| Sottil 2’ Margiotta 8’, 80’ Walem 90’ | Marcatori | 21’ (rig.) Mihajlovic |

| Arbitro: | Tombolini (Ancona) |

|                    |           |               |
| Margiotta 75’, 89’ | Marcatori | 6’ M. Amoroso |

| Arbitro: | Rodomonti (Teramo) |

|             |           |  |
| Di Vaio 39’ | Marcatori |  |

### Coppa Intertoto UEFA
| Arbitro: | Beck |

|  |           |               |
|  | Marcatori | 63’, 72’ Sosa |

| Arbitro: | Dunn |

|           |           |                     |
| Muzzi 32’ | Marcatori | 24’ Gaarde 88’ Boye |

| Arbitro: | Kapitanis (CYP) |

|  |           |          |
|  | Marcatori | 44’ Sosa |

| Arbitro: | Dougal |

|                   |           |  |
| Sosa 9’ Muzzi 35’ | Marcatori |  |

| Arbitro: | Bre |

|                            |           |                    |
| Mucha 12’ Kovar 24’ (rig.) | Marcatori | 41’ Walem 64’ Sosa |

| Arbitro: | Pedersen (NOR) |

|                                                       |           |                     |
| Muzzi 87’ Ujfalusi 90’ (aut.) Sosa 99’ Margiotta 115’ | Marcatori | 43’ Hapal 88’ Mucha |

### Coppa UEFA
| Arbitro: | Mejuto Gonzales |

|  |           |            |
|  | Marcatori | 56’ Warley |

| Arbitro: | Young |

|                     |           |  |
| Walem 32’ Muzzi 89’ | Marcatori |  |

| Arbitro: | Ansategui Roca |

|               |           |  |
| Margiotta 90’ | Marcatori |  |

| Arbitro: | Fröhlich |

|                              |           |  |
| Camps 73’, 102’ Frousos 108’ | Marcatori |  |